# Ческа-Липа
Ческа-Липа (чеш. Česká Lípa, бывш. нем. Böhmisch Leipa) — город в Чехии, в районе Ческа-Липа Либерецкого края. В состав города входят 14 микрорайонов с населением 38 181 человек.

## История возникновения
Земли современного города были не заселены в течение продолжительного времени — вплоть до XIII века. Первое письменное упоминание и поселении здесь относится к 1263 году.
История города тесно связана с известным чешским дворянским родом Роновичей, представители которого (в частности Йиндржих из Липы) построили тут замок Липа, который стал укреплённым пунктом на торговых путях Северной Богемии. Его строительство велось поблизости от старой славянской деревни с одноимённым названием, которая позже была переименована в Старую Липу, а ещё позже вошла в состав города. В 1319 году Йиндржих из Липы покидает поселение и уезжает в Моравию, продав его своему родственнику — Гинку Берне из Дубы (сподвижник пражского бургграфа). Замок остался в руках дворян из Дубы на многие годы. Из знаменательных событий можно отметить издание старейшей городской грамоты, датированной 23 марта 1381 года, содержащей в себе указ о выделении дополнительных полномочий поселению вокруг замка, приданию ему статуса города и дальнейшего его благоустройства.
В первой половине XIV века были построены защитные валы и первый костёл (уничтоженный при пожаре 1341 года). Развитие города, как и всей Богемии, приостановила эпидемия чумы 1380 года.

## География
Расположен в 63-х километрах севернее Праги на реке Плоучнице с историческим центром на её правом берегу.

## Население
| Год  | Численность | Численность |
| ---- | ----------- | ----------- |
| 1869 | 9244        | [ 3 ]       |
| 1880 | 10 170      | [ 3 ]       |
| 1890 | 13 369      | [ 7 ]       |
| 1900 | 10 731      | [ 3 ]       |
| 1910 | 12 065      | [ 3 ]       |
| 1921 | 15 335      | [ 7 ]       |
| 1930 | 14 338      | [ 3 ]       |
| 1950 | 12 007      | [ 3 ]       |
| 1961 | 15 864      | [ 7 ]       |
| 1970 | 16 683      | [ 3 ]       |
| 1980 | 25 999      | [ 3 ]       |
| 1991 | 39 424      | [ 3 ]       |
| 2001 | 39 358      | [ 7 ]       |
| 2014 | 36 805      | [ 8 ]       |
| 2016 | 37 158      | [ 9 ]       |
| 2017 | 37 201      | [ 10 ]      |
| 2018 | 37 405      | [ 11 ]      |
| 2019 | 37 444      | [ 12 ]      |
| 2020 | 37 525      | [ 13 ]      |
| 2021 | 37 361      | [ 14 ]      |
| 2022 | 36 740      | [ 15 ]      |
| 2023 | 37 262      | [ 16 ]      |
| 2024 | 37 483      | [ 5 ]       |

## Города-побратимы
- Бардейов, Словацкая Республика
- Александров, Россия
- Мольде, Норвегия
- Ужгород, Украина
- Митвайда, Германия
- Болеславец, Польша